# Rabah Graïche
Rabah Graïche ou Graichi, né le 26 novembre 1972 à Mila, est un joueur international polyvalent puis entraîneur Algérien de handball.

## Biographie
Rabah Graïche débute handball à Annaba, d'abord au HAMRA puis au Solb Riyadhi Annaba. En 1994, il rejoint le Mouloudia Club d'Alger, l'un des meilleurs clubs algériens et africains et y remporte de nombreux titres dont neuf Ligues des champions d'Afrique et douze Championnats d'Algérie.
Il y met fin à sa carrière de joueur en 2009 endosse de suite le costume d'entraîneur.
De 2019 à 2023, il est sélectionneur de l'équipe nationale d'Algérie féminine.

## Palmarès de joueur

### Club
Sauf précision, le palmarès a été obtenu avec le Mouloudia Club d'Alger.
Compétitions internationales
- Super globe
  - 7e place en 1997, Autriche
  - 3e place en 2007, Égypte
- Ligue des champions d'Afrique
  - Vainqueur (9) : 1997, 1998, 1999, 2000, 2003, 2004, 2005, 2006, 2008
- Coupe des vainqueurs de coupe
  - Vainqueur (4) : 1995, 1997, 1998, 1999
  - Finaliste (1) : 1996
- Supercoupe d'Afrique
  - Vainqueur (8) : 1995, 1996, 1997, 1998, 1999, 2004, 2005, 2006
- Championnat arabe des clubs champions
  - 3e place en 1996, 2001
- Coupe arabe des vainqueurs de coupe
  - 3e place en 2001

Compétitions nationales
- Championnat d'Algérie
  - Vainqueur (12) : 1995, 1997, 1998, 1999, 2000, 2001, 2002, 2003, 2005, 2006, 2007, 2008
  - Finaliste (2) : 1996, 2004:
- Coupe d'Algérie
  - Vainqueur (14) : 1995, 1997, 1998, 1999, 2000, 2001, 2002, 2003, 2004, 2005, 2006, 2007, 2008, 2009
  - Finaliste (2) : 1994 (avec SR Annaba) ; 1996

### Équipes nationales
Championnats du monde
- 13e place au championnat du monde junior 1993,  Égypte
- 15e place au championnat du monde 1999,  Égypte

Championnats d'Afrique
- Médaille d'argent au championnat d'Afrique junior 1992,  Tunisie
- Médaille d'or au championnat d'Afrique 1996,  Bénin
- Médaille d'argent au championnat d'Afrique 1998,  Afrique du Sud

Coupe intercontinentale
- Médaille d'or à la Coupe intercontinentale 1998,  Qatar

## Parcours d'entraîneur

### En club
Groupement sportif des pétroliers
- Championnat départemental :
  - Vainqueur : 2010(U19M), 2011(U19M)
- Coupe départementale
  - Vainqueur : 2010 (U19M), 2011(U19M), 2013(U21M)
- Championnats d'Algérie :
  - Vainqueur : 2012 (U19M), 2013 (U21M), 2016, 2017 (senior F)
  - Finaliste : 2014 (U21M)
- Coupes d'Algérie
  - Vainqueur : 2013 (U21M), 2017[3] (senior F)
  - Finaliste : 2014 (U21M), 2016 (senior F)[4]
- Supercoupe d'Algérie
  - Vainqueur : 2016 (senior F)
- Coupe arabe des vainqueurs de coupe
  - Vainqueur : 2017[5] (senior F)
- tournois "Abdelhamid bousouf 2017" club MFA akbou
- "Championnat nationalle Une 2018" club MFA akbou
- " tournois U20 iffri ouzlaguen 2019 " club USA akbou

### Équipes nationales
- 6e place au Championnat d'Afrique junior en 2017 (en)  Côte d'Ivoire[6]
- 6e place aux Jeux africains de 2019 au  Maroc
- 8e place aux Jeux méditerranéens de 2022 à Oran Algérie
- 10e place au Championnat d'Afrique des nations féminin de handball 2022 au  Sénégal[7]